# Спортивный балет на льду

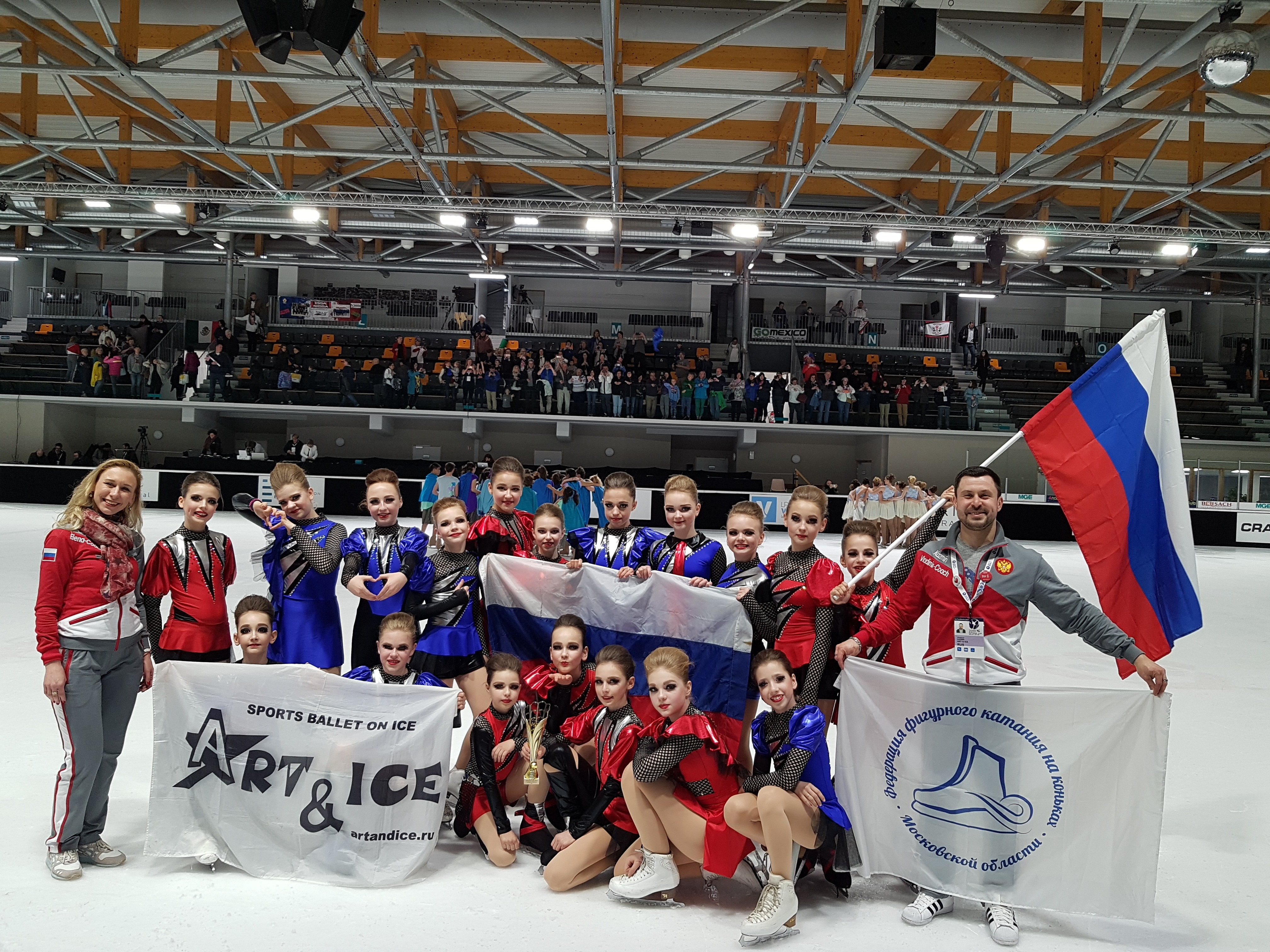
Art & Ice бронзовый призер Nations'Cup 2019 в категории Novice

Спортивный балет на льду (СБЛ) – дисциплина фигурного катания на коньках (в США и Австралии – Театр на льду «TOI»), которая сочетает в себе элементы одиночного катания, парного катания, спортивных танцев на льду и синхронного фигурного катания, соединенных единым хореографическим замыслом с целью рассказать законченную историю на основе эмоциональной составляющей, идеи или сюжета.
Спортивный балет на льду -  относительно новая, но быстро развивающаяся дисциплина фигурного катания. Балет на льду акцентирует, в большей степени, эстетическую и художественную стороны фигурного катания, нежели технические аспекты. Дисциплина пока еще официально не признана ISU, однако признана многими национальными федерациями фигурного катания на коньках (США, Франция, Испания, Бельгия, Швейцария, Австралия и т.д.). ФФККР к настоящему времени спортивный балет на льду в качестве самостоятельной дисциплины не признан. Международные правила вырабатываются и согласовываются Международным Координационным Комитетом балетов на льду BOIICC (до лета 2011 года TOIICC). Под эгидой Комитета проходят и Кубки Мира по этой дисциплине.
Определение, вырезка из проекта правил для России:
Спортивный балет на льду (далее СБЛ) – вид спорта, использующий все элементы фигурного катания на коньках в их соединении с темой, эмоциональным фоном или сюжетом и подчеркнутыми музыкой. Это - КОМПЛЕКС, который включает в себя пять составляющих:
- Хореографические движения (процессы) и элементы фигурного катания
- Исполнение (взаимосвязь между фигуристами в команде и/или группами фигуристов в команде)
- Тема
- Музыка (звук)
- Костюмы, реквизит и/или декорации

## Команды
Спортивный балет на льду, как и синхронное катание, является командной дисциплиной. Каждая команда, согласно международным правилам, может иметь в своем составе от 10 до 24 фигуристов. Обычно, оптимальный состав команды включает 16-20 человек.
Команды соревнуются в нескольких категориях, определяемых возрастным составом и уровнем катания членов команды.

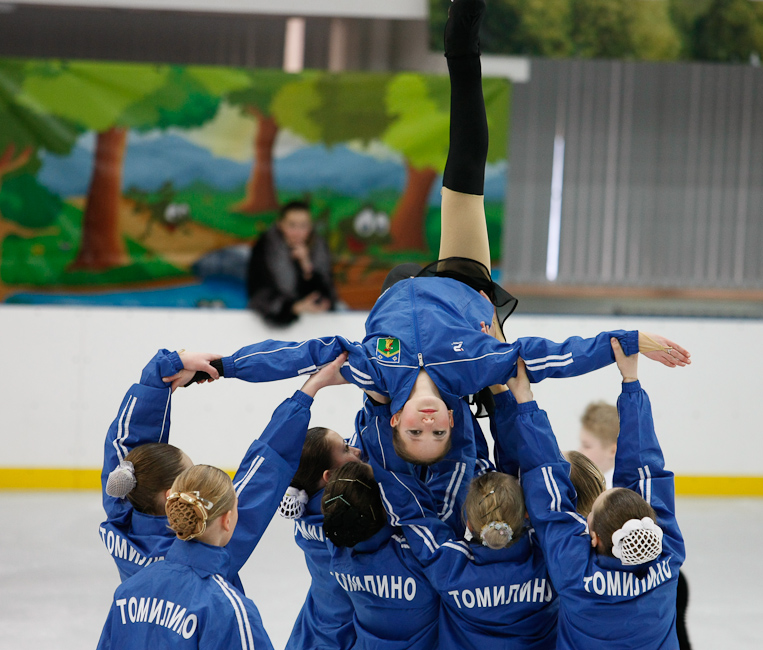
Коллектив "Томилино" КДЮСШ

## Категории команд
Международные правила соревнований определяют четыре основных категории команд:

### Novice
Максимальный тест для 100 % состава команды – 3-й юношеский разряд по фигурному катанию на коньках. 80 % команды должны быть младше 14 лет по состоянию на 1-е июля, предшествующего соревнованию.

### Junior
Минимальный тест для 100 % команды – 3-й юношеский разряд в любом виде фигурного катания на коньках. Не более чем 50 % состава команды могут иметь уровень тестирования выше 2-го юношеского разряда в любом виде фигурного катания на коньках. 80 % состава команды должны быть младше 18 лет по состоянию на 1-е июля, предшествующего соревнованию.

### Senior
Минимальный тест для 100 % состава команды – 2-й юношеский разряд в любом виде фигурного катания на коньках. В составе команды не должно быть фигуристов старше 21 года и младше 12 лет по состоянию на 1-е июля, предшествующего соревнованию.

### Adult
100 % состава команды должно быть старше 21 года по состоянию на 1-е июля, предшествующего соревнованию. Тестирование по уровню катания не требуется.

### Прочие
В некоторых странах федерации фигурного катания вводят дополнительные  категории, такие как Preliminaries (Предварительная) и Open (Абсолютная). Не менее 70% состава команды должны соответствовать по возрасту и уровню катания той категории, в которой команда выступает в сезоне.

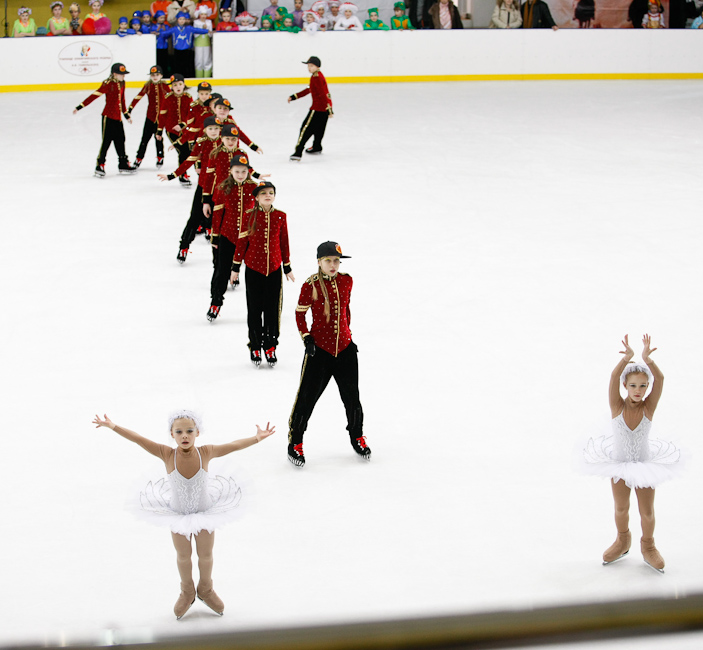
Балет на льду "Пингвины", обладатели Кубка Мира в категории novice

## Программы
Программы в спортивном балете на льду аналогичны, по сути, программам в одиночном и парном катании, танцах на льду или синхронном катании на коньках, но с тем отличием, что программа обязательно должна представлять собой законченную историю, основанную на эмоции, сюжете или идее. Это достигается при помощи всего набора технических элементов из арсенала всех дисциплин фигурного катания на коньках, а также хореографии, эмоциональности и движений тела фигуристов.
Во время соревнований каждая команда выступает с двумя программами:
Хореографическое упражнение (аналог короткой программы в одиночном и парном катании) – программа, включающие в себя обязательные элементы (тема, хореографический процесс и тип движения/жеста), определяемые на каждый соревновательный сезон. Длительность программы 2мин 30 сек (+/- 10 сек). Все фигуристы обязаны выступать в одинаковых черных комбинезонах и без какого-либо грима.
Произвольная программа – допускается театральный грим, не противоречащий сюжету программы, театрализованные костюмы, а также, использование небольших декораций и реквизита, размер которых регламентирован правилами. Длительность программы для разных категорий команд от 5 до 6 минут (+/- 10 сек).